# سیارک ۵۶۸۵
سیارک ۵۶۸۵ (به انگلیسی: 5685 Sanenobufukui، نامگذاری:1990XA) پنج هزار و ششصد و هشتاد و پنجمین سیارک کشف شده‌است که در ۸ دسامبر ۱۹۹۰ کشف شد.
قدر مطلق سیارک برابر ۱۱٫۷۰ است.